# Rondo (1966.)
Rondo, hrvatski dugometražni film iz 1966. godine.